# Parc naturel régional de Chartreuse
Pour les articles homonymes, voir Chartreuse.
Le parc naturel régional de Chartreuse est un parc naturel régional situé en France, sur les départements de l'Isère et de la Savoie, en région Auvergne-Rhône-Alpes. Il couvre l'essentiel du massif de la Chartreuse (à l'exception de quelques versants montagneux), l'extrémité méridionale de la chaîne de l'Épine et la frange orientale des collines de l'Avant-Pays savoyard et du Voironnais.

## Histoire
Le parc a été créé le 6 mai 1995 et a été révisé en avril 2008 (décret du 16 avril 2008, publié au Journal officiel le 18 avril 2008), pour le renouveler pour onze années en y intégrant huit nouvelles communes (Barraux, Saint-Nazaire-les-Eymes et Saint-Pancrasse en Isère ; Apremont, Cognin, Montagnole, Myans et Vimines en Savoie). En mars 2019, son existence a été prorogée sans modification jusqu'en 2022.
L'arrêté interministériel au Journal Officiel du 23 octobre 2018 labélise le Bois de Chartreuse avec l'Appellation d'Origine Contrôlée, grâce au travail décennal du Comité Interprofessionnel Bois de Chartreuse constitué à l’initiative du Parc.
Les espèces pour produire le Bois de Chartreuse sont le Sapin pectiné (Abies alba) et l'Épicéa commun (Picea abies). Il est produit et transformé sur le territoire de 134 communes de l'Isère et de la Savoie,,.
Il est présidé depuis 2016 par Dominique Escaron, maire du Sappey en Chartreuse.
Avec le renouvellement de la charte approuvée le 20 octobre 2022, quinze nouvelles communes rejoignent le parc naturel, essentiellement autour du lac d'Aiguebelette au nord, portant le total à 72 communes (42 en Isère et 30 en Savoie.

## Géographie

Logo du parc.

Le parc englobe le massif de la Chartreuse, dans l'aire géographique délimitée par les trois villes portes (non classée) :  Chambéry (nord), Voiron (ouest) et Grenoble (sud).

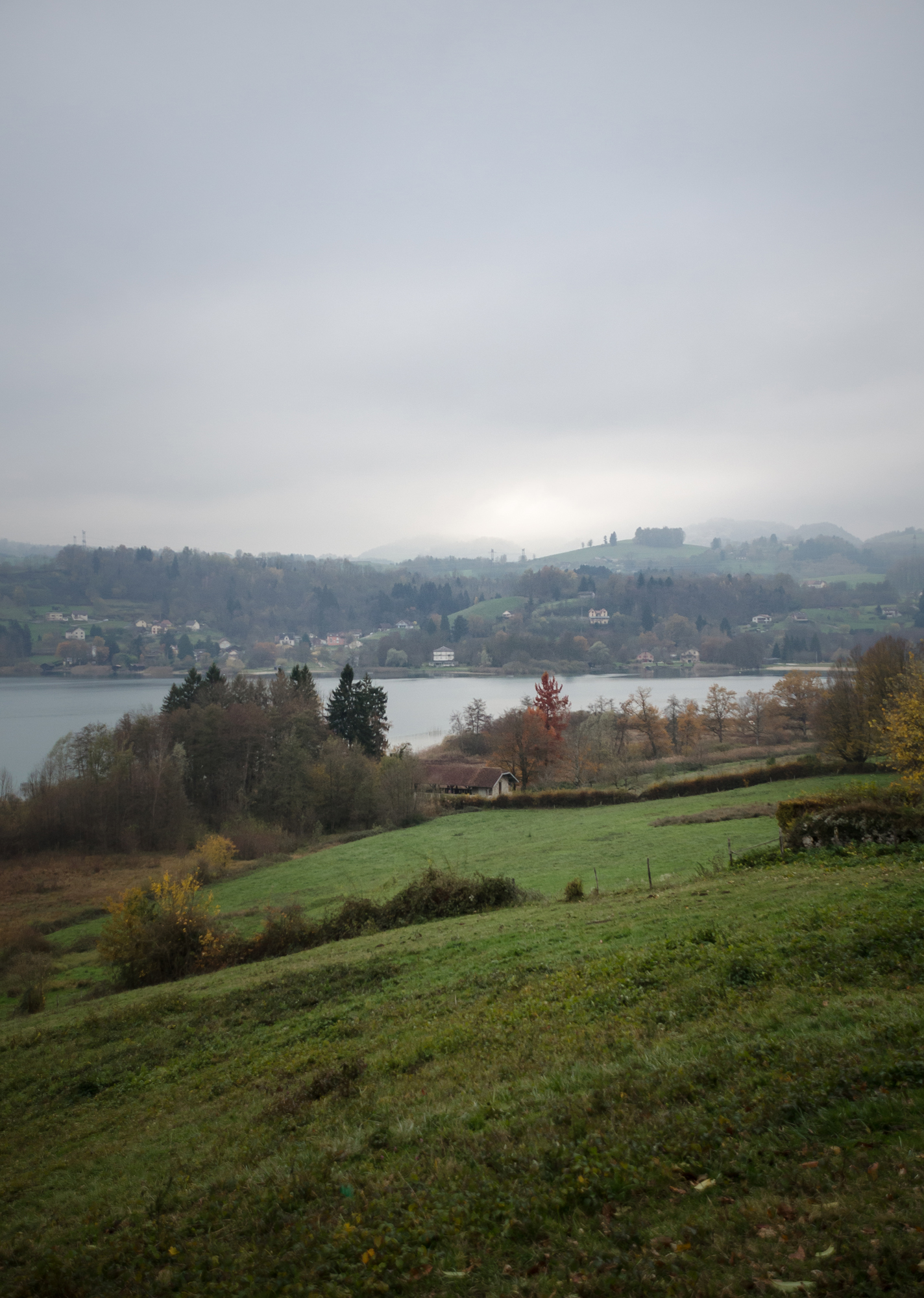
le lac d'Aiguebelette, récemment annexé au parc

Depuis le renouvellement de sa charte en 2023, il couvre une superficie de 865 km² et compte 74 communes adhérentes (43 en Isère, 31 en Savoie), totalisant 171 173 habitants. Les limites du PNR sont étendues vers le Nord et elles intègrent désormais 15 nouvelles communes jusqu'à Aiguebelette et une partie du chaînon de l'Epine : La Flachère, Lumbin, Saint Marie d’Alloix, Saint Nicolas de Macherin, Ayn, Dullin, Lépin-le-Lac, Nances, Novalaise, Saint Alban de Montbel, Marcieux, Gerbaix, Saint Sulpice, Jacob-Bellecombette, Barberaz,.

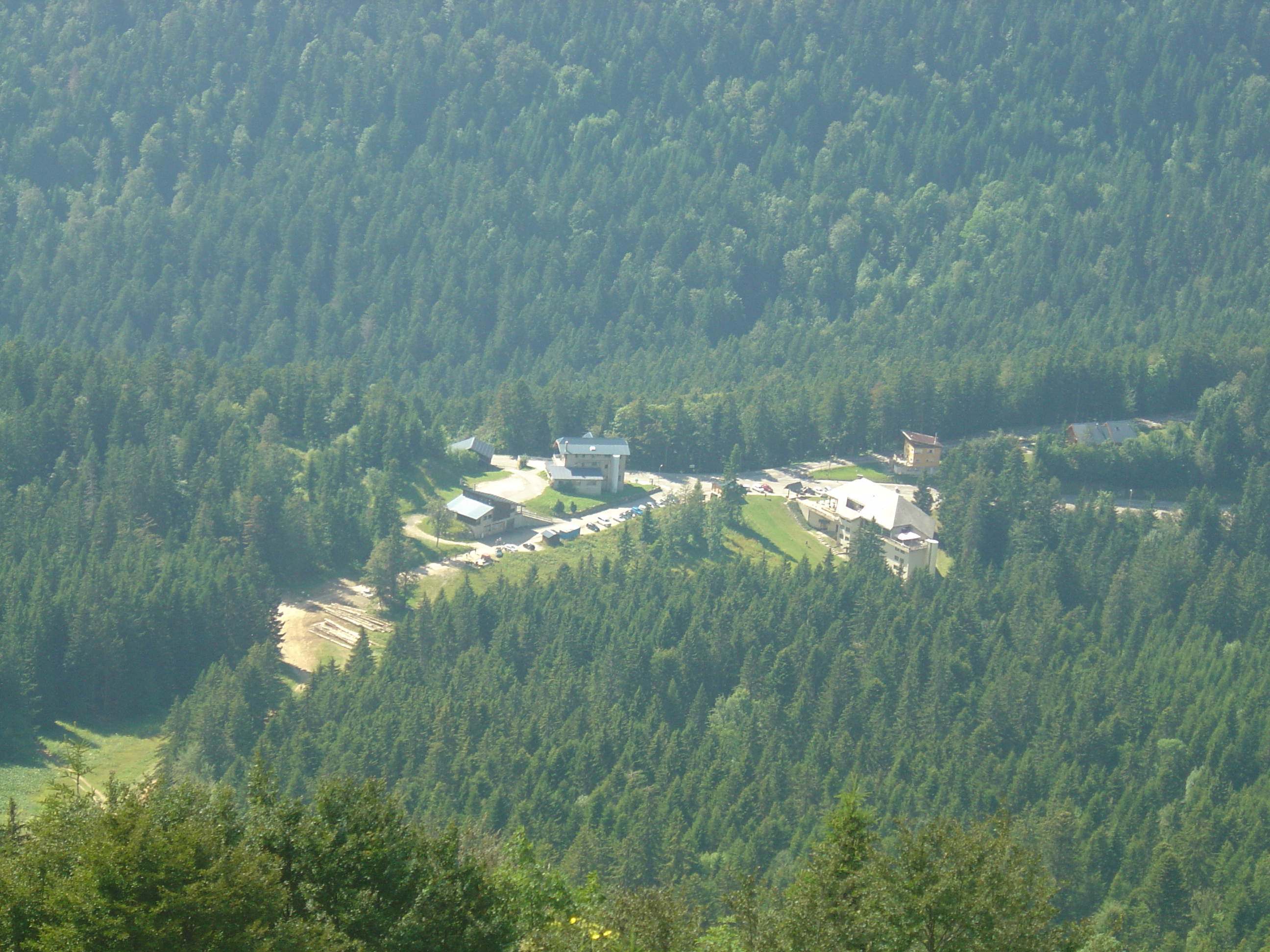
Le Col de Porte

Le Parc Naturel Régional de Chartreuse possède une grande variété de paysages et de milieux naturels. Les zones humides, pelouses alpines, falaises et escarpements, représentent pour le PNRC autant de ressources que d'atouts à protéger. Le massif est sculpté par des cols et des gorges qui font de lui, entre autres, un point attractif pour les cyclistes (comme c'est le cas pour le Col de Porte). Les forêts occupent une grande partie du territoire. Elles marquent la géographie du massif dont elles recouvrent 60 %.

## Géologie
La Chartreuse est constituée majoritairement de calcaire urgonien et fait partie des Préalpes. Les Préalpes forment la bordure externe des Alpes et les sommets n'y dépassent pas 2 500 m d'altitude. Le relief des Alpes est très récent, car, si les grands charriages datent de l'Oligocène, la création de ces massifs datent du fini-miocènes, du pliocènes ou du quaternaire. Les Préalpes sont divisés en 4 grands ensembles. La chartreuse fait partie des Préalpes du nord avec le Chablais , Giffre, Bornes, Bauges et le Vercors. Ces grands massifs sont individualisés autour de la cluse de l'Arve, d'Annecy, de Chambery et de l'Isère. En Chartreuse et dans les Bauges, l'érosion différentielle a dégagé de spectaculaire synclinaux perché, comme le mont Granier ou la Dent d'Arclusaz. Deux unités morphostructurales en Chartreuse se démarquent : 
- Le chaînon du Caut, au nord-ouest de la Chartreuse est un pli jurassien. Il chevauche la molasse miocène de l'avant pays, redressée au contact de la faille inverse.
- Le Mont Granier est un synclinal perché taillé dans le calcaire urgonien. C'est un bon exemple de relief inversé par rapport à la structure qui caractérise la Chartreuse[13].

## Patrimoine naturel
Du point de vue de la conservation des espèces, le parc héberge quatre réserves, de différents statuts :
- la réserve naturelle nationale des Hauts de Chartreuse ;
- la réserve biologique intégrale de l'Aulp du Seuil ;
- la réserve biologique intégrale de Malissard ;
- la réserve biologique dirigée de Malissard.

Le parc abrite également plusieurs sites remarquables :
- les grottes de Saint-Christophe, à Saint-Christophe (Savoie) ;
- le cirque de Saint-Même, Saint-Pierre-d'Entremont ;
- le col du Coq ;
- la tourbière de l'Herretang, Saint-Laurent-du-Pont (Natura 2000) ;
- le Charmant Som (Natura 2000) ;
- les gorges du Guiers Vif (Natura 2000) ;
- le mont Grelle (Natura 2000).

## Patrimoine culturel
- Funiculaire de Saint-Hilaire-du-Touvet et le laboratoire d'Icare, espace muséographique sur l'univers aérien.
- Jardins et château du Touvet
- Fort Barraux, Barraux
- Fort Saint-Eynard, Le Sappey-en-Chartreuse
- Voie Sarde, Saint-Christophe La Grotte
- Monument Charles Emmanuel II, Saint-Christophe La Grotte
- Vestiges du château d'Entremont, Saint-Pierre-d'Entremont (Savoie)
- Château du Gouvernement, appelé aussi château de Saint-Pierre ou Château-Neuf d'Entremont, dit aussi de Montbel, Saint-Pierre-d'Entremont (Isère)
- Pont romain sur le Guiers Vif, Saint-Christophe La Grotte
- Tourniquet de Pierre Chave à Miribel-les-Échelles.

### Patrimoine industriel
- Caves de la Chartreuse
- Ancienne distillerie de Fourvoirie, Saint-Laurent-du-Pont
- Moulin à papier de la Tourne, Les Marches
- Moulin de Porte Traine, Plateau-des-Petites-Roches

### Patrimoine religieux

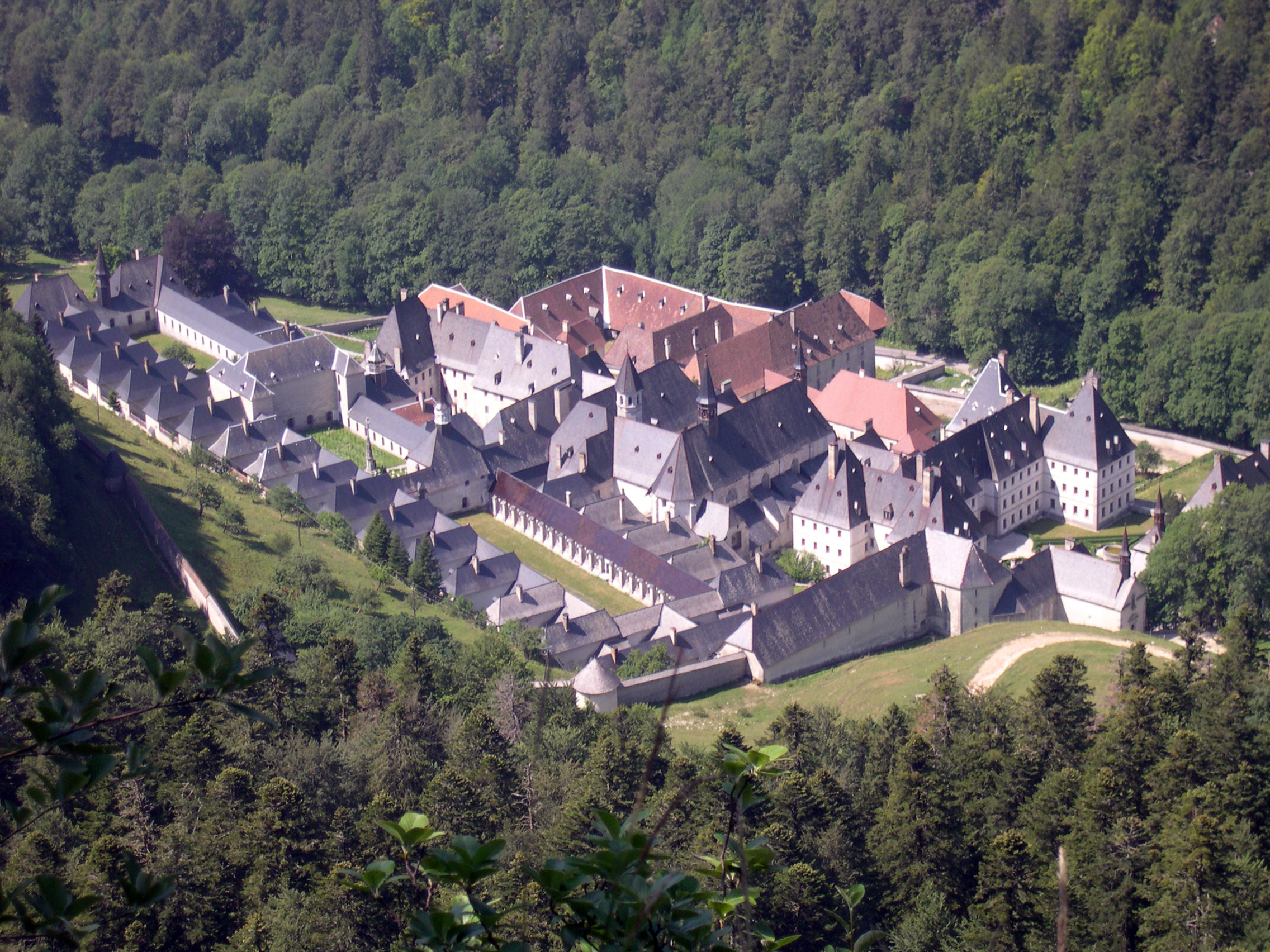
La Grande Chartreuse.

- Monastère de la Grande Chartreuse, Saint-Pierre-de-Chartreuse
- Monastère des Dominicaines Notre Dame de Chalais, Voreppe
- Commanderie de Saint Jean de Jérusalem, Les Échelles
- Église de Corbel
- Église du Sappey-en-Chartreuse
- Église Saint Bruno, Voiron
- Chapelle Saint Michel, Saint-Bernard-du-Touvet
- Chapelle Notre Dame du château, Saint-Laurent-du-Pont
- Chapelle Notre Dame du château, Miribel-les-Échelles
- Chapelle Saint Roch, Miribel-les-Échelles
- Chapelle de la Madeleine, Saint-Pierre-de-Genebroz
- Grotte de Lourdes, Saint-Joseph-de-Rivière

### Musées
- Musée d'art sacré contemporain, Saint-Hugues-de-Chartreuse
- Musée de la grande Chartreuse, Saint-Pierre-de-Chartreuse
- Musée de l'ours des cavernes en Chartreuse, Entremont-le-Vieux
- Musée Mainssieux, Voiron
- Atelier de l'eau, Cognin

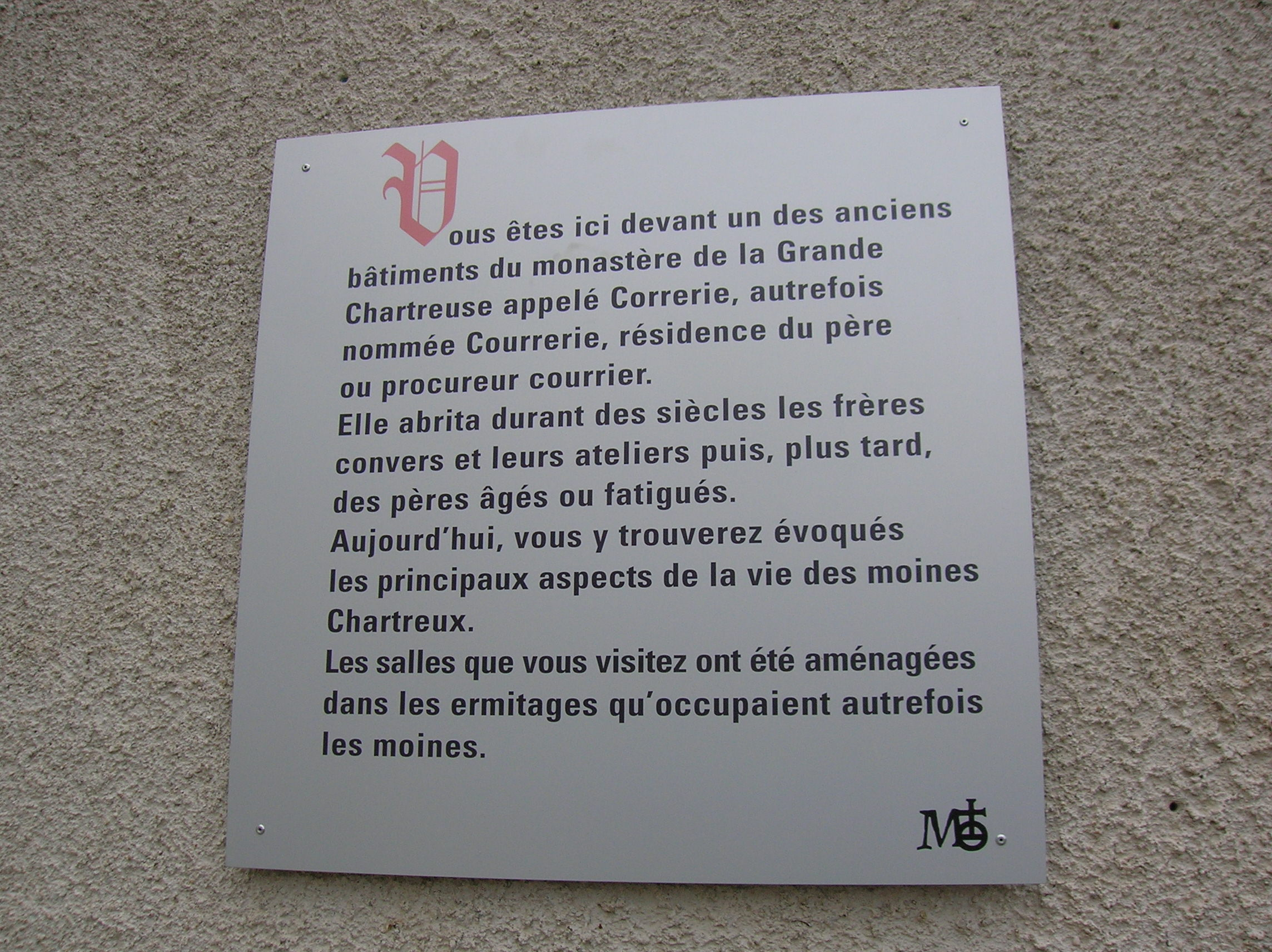
Plaque devant la Correrie.
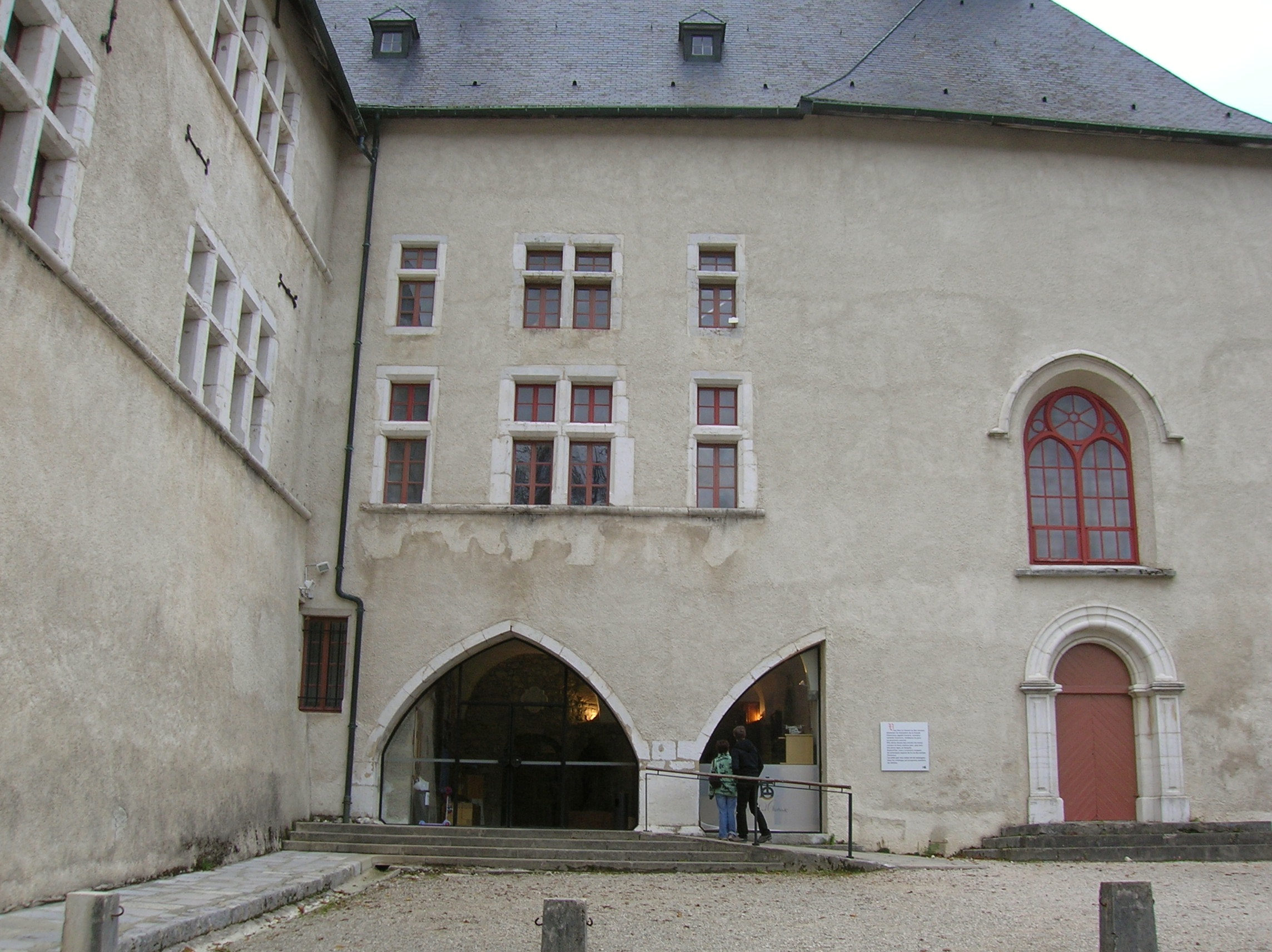
Musée de la Grande Chartreuse.

## Vie sauvage
Le parc abrite une grande richesse faunistique et floristique due à la présence d'habitats conservés et protégés.

### Espèces opportunistes

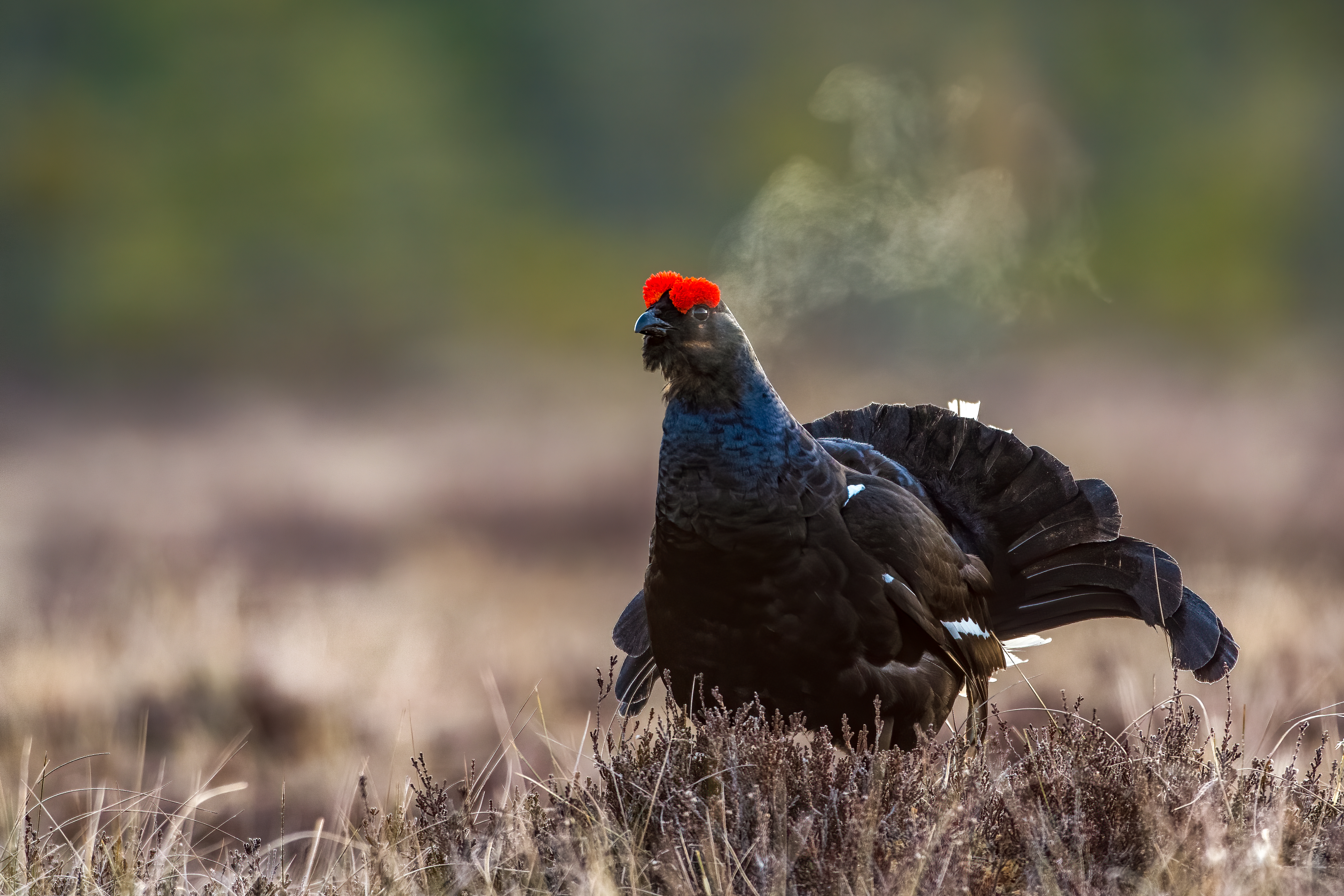
Le tétras lyre : emblème des Alpes

Dès le Moyen Âge, le défrichement se répand autour des villages de Haute Chartreuse. Le but à l'époque, était de mettre en culture les terres et de faciliter la vie quotidienne, en créant des prairies de montagne qui profitent à certaines espèces. Les pratiques agricoles respectueuses de l'environnement permettent aux plantes de prospérer et ainsi d'attirer toute sorte d'insectes (les papillons, les coléoptères, ...). Cette population d'insectes permet à son tour de subvenir au besoin nutritif des oiseaux (les tarier des près, les pipit des arbres, ...). Par ailleurs, la combinaison de prairies, de landes et de forêts claires permet au tétras lyre, l'oiseau emblématique des Alpes Européennes, de vivre sur le massif.

### Espèces forestières

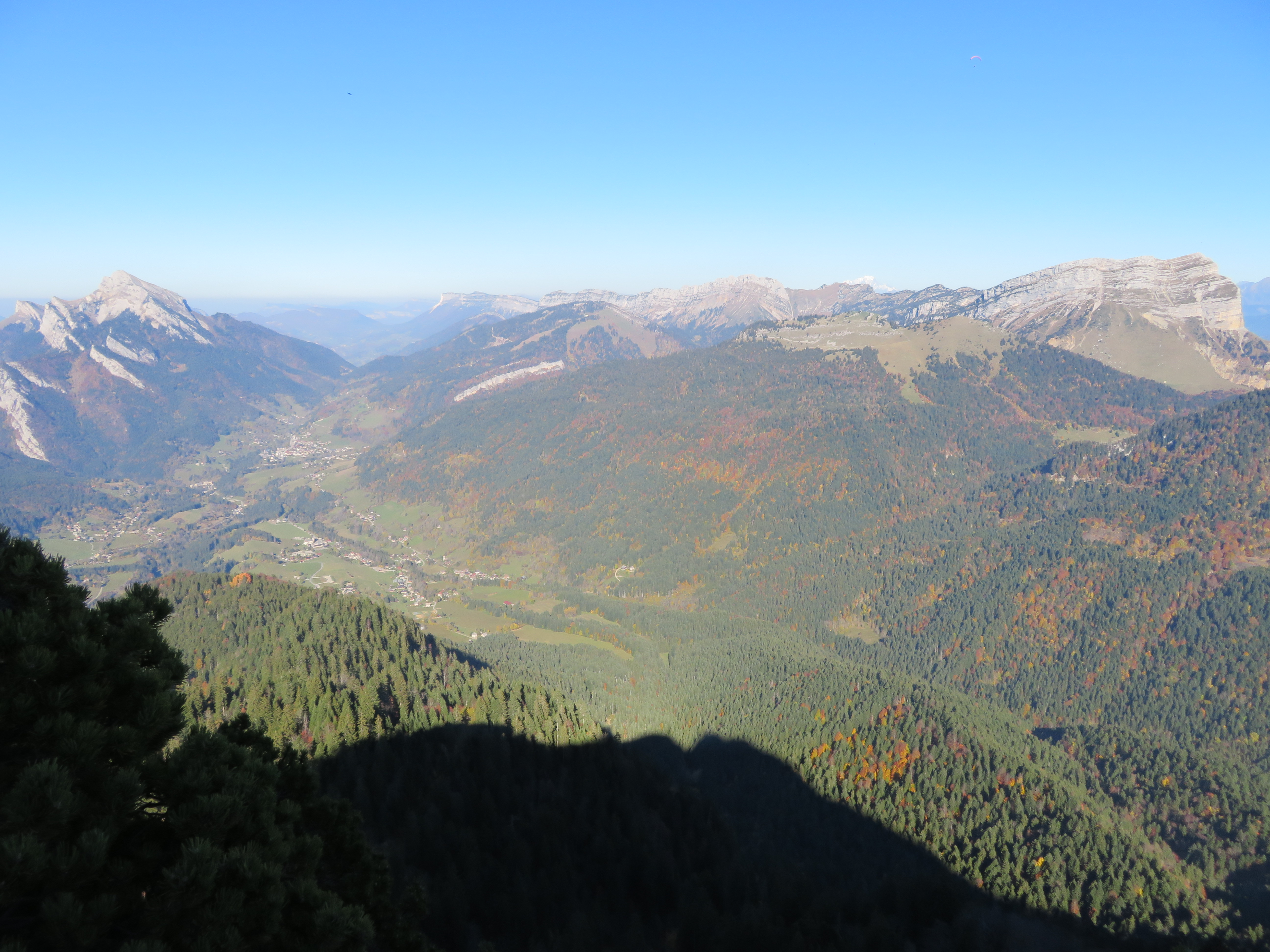
Le parc de chartreuse dominé par la forêt

Les forêts de Chartreuse offrent un habitat à de nombreuses variétés de végétaux et d'espèces d'animaux. On y trouve des charmes, des érables, des frênes, des hêtres, des sapins, des chênes ou encore du buis. Ces derniers cohabitent avec des mammifères : les chevreuils, les sangliers, les renards, les écureuils, les blaireaux,... Les oiseaux complètent l'ensemble : rouge-gorge, pinson des arbres, mésange charbonnière, sittelle, pic épeiche, pouillot véloce, ... Enfin viennent les amphibiens : grenouille rousse, crapaud commun, salamandre tachetée, .... Un tel écosystème joue un rôle de zone refuge. Il est essentiel de conserver ces boisements qui servent de trame verte.

### Zones humides

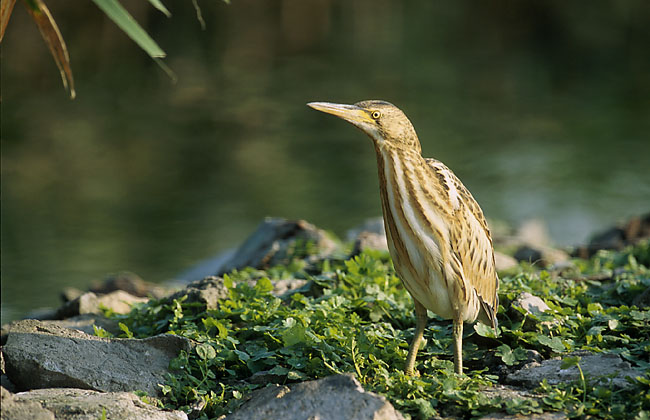
Le blongios nain, espèce menacée

Les zones humides sont des milieux qui accueillent des espèces répertoriées comme sensibles par le Parc. Les roches calcaires, typiques de la Chartreuse, limitent la présence d'eau de surface durable, car une grande quantité d'eau s'infiltre. Cependant, les zones humides telles que les tourbières ou des mares parviennent à demeurer en cas de fortes précipitations. Aux lacs de Saint-Sixte et de Saint-Julien de Ratz, on peut retrouver la grande aeschne ou la leucorrhine à large queue (deux espèces rares de libellules). Le bruant des roseaux et la rousserolle effarvatte trouvent refuge dans les roselières. Le blongios nain, un héron classé “en danger” sur la liste rouge des espèces menacées de France métropolitaine (2016), y est visible également.

## Missions du Parc
Les Parcs naturels régionaux de France ont pour mission de favoriser le développement économique et la qualité du cadre de vie et de participer à la conservation de la nature. Ils doivent aménager le territoire, informer et sensibiliser habitants et visiteurs, et enfin conduire des actions expérimentales ou innovantes. La charte du parc de la Chartreuse est organisée en 3 axes directeurs : 
- une Chartreuse multifacette - un territoire préalpin qui cultive ses singularités ;
- une Chartreuse en harmonie - un territoire de solidarités entre l’Homme et la nature ; et
- une Chartreuse en transitions - un territoire au terreau fertile pour de multiples transitions[18],[9].